# Sint-Joseph (molen)
De Sint-Joseph is een korenmolen in Kreijel (gemeente Nederweert) in de Nederlandse provincie Limburg. Deze beltmolen werd in 1840 in opdracht van een groep van twintig boeren, vertegenwoordigd door Jan Mathijs Breukers, gebouwd. In 1866 werd de molen verkocht aan Mathijs Geussens. Aan het begin van de 20e eeuw is door de toenmalige eigenaar Peter Jan Joosten een zuiggasmotor met gasgenerator geïnstalleerd om ook bij windstilte te kunnen malen. Naderhand is deze vervangen door een elektromotor. De Sint-Joseph is tot rond 1970 als korenmolen in bedrijf geweest. In 1979 is de molen gerestaureerd.
De roeden van de molen zijn 25 meter lang en zijn voorzien van oudhollands hekwerk. De molen is ingericht met 2 koppel maalstenen. De Sint-Joseph is eigendom van de gemeente Nederweert en is in de regel op zaterdag en zondagmiddag te bezichtigen.